# Gaius Hedius Verus
Gaius Hedius Verus (vollständige Namensform Gaius Hedius Gai filius Clustumina Verus) war ein im 2. Jahrhundert n. Chr. lebender Angehöriger des römischen Ritterstandes (Eques). Durch eine Inschrift, die in Forum Sempronii gefunden wurde, sind einzelne Stationen seiner Laufbahn bekannt, die er in der ersten Hälfte des 2. Jahrhunderts absolvierte.
Die militärische Laufbahn des Verus bestand zunächst aus den für einen Angehörigen des Ritterstandes üblichen Tres militiae. Zunächst übernahm er als Präfekt die Leitung der Cohors II Lingonum equitata, die in der Provinz Britannia stationiert war. Danach wurde er Tribun der Legio II Traiana fortis, die in Aegyptus stationiert war. Als dritte Stufe folgte das Kommando als Präfekt der Ala Indiana pia fidelis, die in Germania superior stationiert war.
Durch ein Militärdiplom wird der Terminus post quem für seine militärische Laufbahn bestimmt, da er am 20. August 127 Kommandeur der Cohors II Lingonum war. Darüber hinaus geht aus dem Diplom hervor, dass er aus Pitinum Mergens stammte. Verus war in der Tribus Clustumina eingeschrieben.
Die Inschrift ist auf der Vorderseite eines Sockels angebracht, auf dem sein Standbild gestanden hatte. Auf der linken Seite des Sockels ist der Brief der Duoviri und Decurionen von Forum Sempronii an Verus wiedergegeben, mit dem sie ihm mitteilen, dass sie eine Statue für ihn errichtet hätten.